# Huisnummer
Het huisnummer is het nummer dat door de gemeente aan een opstal wordt gegeven. Een huisnummer is onderdeel van een adres. In Nederland bestaat volgens de Wet basisregistraties adressen en gebouwen ieder adres uit de aanduiding van de openbare ruimte (meestal de straatnaam, soms de naam van de wijk), de nummeraanduiding, de postcode en de woonplaats. De nummeraanduiding is meestal een getal en komt dan ondubbelzinnig overeen met het begrip huisnummer, maar als de nummeraanduiding toevoegingen bevat, is minder duidelijk wat onder huisnummer wordt verstaan.
Het gebruik van huisnummers werd omstreeks 1800 voorgeschreven door de napoleontische regering.
In Venetië en Rome zijn echter huisnummers aangetroffen uit het begin van onze jaartelling.

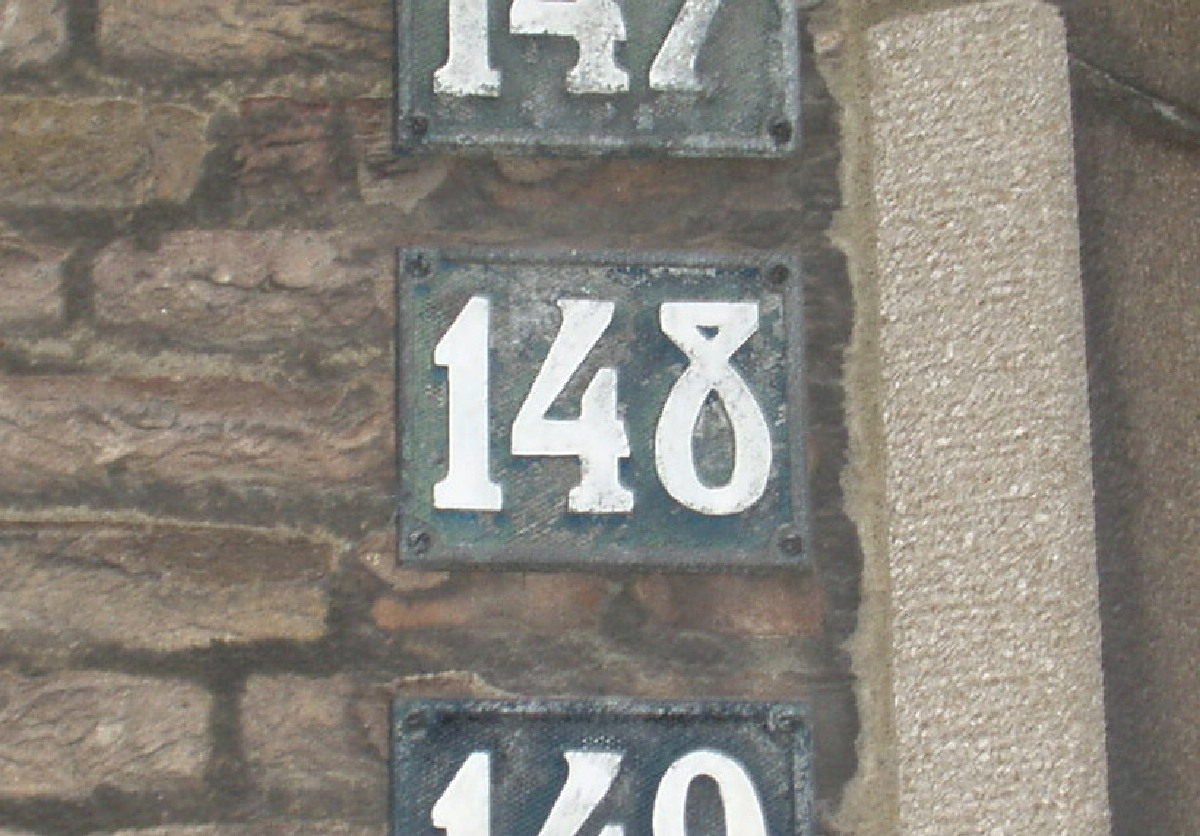
Huisnummers in Nijmegen

## Indeling
| 1  | 3  | 5  |    | 7  | 9  |    | 11 |   | 13 | 15 | 17 |    |  | Huisnummers worden meestal zo toegekend dat de even nummers aan de ene en de oneven nummers aan de andere kant van een straat zijn gelegen. Daarbij wordt niet gelet op de onderlinge afstand van de huizen. Dat houdt in dat de bewoner van een huis met het nummer 8, niet noodzakelijk de nummers 7 en 9 tegenover zich heeft. |
|    |    |    |    |    |    |    |    |   |    |    |    |    |  | Huisnummers worden meestal zo toegekend dat de even nummers aan de ene en de oneven nummers aan de andere kant van een straat zijn gelegen. Daarbij wordt niet gelet op de onderlinge afstand van de huizen. Dat houdt in dat de bewoner van een huis met het nummer 8, niet noodzakelijk de nummers 7 en 9 tegenover zich heeft. |
| 2  | 4  | 6  |    | 8  | 10 |    |    |   |    |    | 12 | 14 |  | Huisnummers worden meestal zo toegekend dat de even nummers aan de ene en de oneven nummers aan de andere kant van een straat zijn gelegen. Daarbij wordt niet gelet op de onderlinge afstand van de huizen. Dat houdt in dat de bewoner van een huis met het nummer 8, niet noodzakelijk de nummers 7 en 9 tegenover zich heeft. |
|    |    |    |    |    |    |    |    |   |    |    |    |    |  | |
| 1  | 2  | 3  | 4  | 5  | 6  | 7  | 8  | 9 | 10 |    |    |    |  | In een straat die aan maar een kant bebouwd is, zijn de nummers soms doorlopend, dus even en oneven aan dezelfde kant. Deze wijze van nummering wordt officieel afgeraden omdat bezoekers het niet zo gewend zijn. |
|    |    |    |    |    |    |    |    |   |    |    |    |    |  | In een straat die aan maar een kant bebouwd is, zijn de nummers soms doorlopend, dus even en oneven aan dezelfde kant. Deze wijze van nummering wordt officieel afgeraden omdat bezoekers het niet zo gewend zijn. |
|    |    |    |    |    |    |    |    |   |    |    |    |    |  | |
| 1  |    | 2  | 3  |    | 4  | 5  | 6  |   | 7  |    |    |    |  | Op pleinen wordt er meestal 'rondom' genummerd: de nummering is doorlopend het plein rond. |
|    |    |    |    |    |    |    |    |   |    |    |    |    |  | Op pleinen wordt er meestal 'rondom' genummerd: de nummering is doorlopend het plein rond. |
| 18 |    |    |    |    |    |    |    |   |    | 8  |    |    |  | Op pleinen wordt er meestal 'rondom' genummerd: de nummering is doorlopend het plein rond. |
| 17 |    |    |    |    |    |    |    |   |    | 9  |    |    |  | Op pleinen wordt er meestal 'rondom' genummerd: de nummering is doorlopend het plein rond. |
| 16 |    |    |    |    |    |    |    |   |    |    |    |    |  | Op pleinen wordt er meestal 'rondom' genummerd: de nummering is doorlopend het plein rond. |
|    |    | 15 | 14 |    | 13 | 12 | 11 |   | 10 |    |    |    |  | Op pleinen wordt er meestal 'rondom' genummerd: de nummering is doorlopend het plein rond. |
|    |    |    |    |    |    |    |    |   |    |    |    |    |  | |
| 1  |    |    | 4  |    | 6  | 7  | 8  |   | 10 |    |    |    |  | Verder komt het voor (onder andere in Bodegraven) dat de huizen doorlopend genummerd zijn, ongeacht of ze zich links of rechts bevinden. Nummer 8 bevindt zich dan tussen 7 en 9, maar de huizen kunnen zowel links als rechts van de straat zijn. Dit systeem kan gecombineerd worden met het normale systeem.                   |
|    |    |    |    |    |    |    |    |   |    |    |    |    |  | Verder komt het voor (onder andere in Bodegraven) dat de huizen doorlopend genummerd zijn, ongeacht of ze zich links of rechts bevinden. Nummer 8 bevindt zich dan tussen 7 en 9, maar de huizen kunnen zowel links als rechts van de straat zijn. Dit systeem kan gecombineerd worden met het normale systeem.                   |
|    | 2  | 3  |    | 5  |    |    |    | 9 |    | 11 |    |    |  | Verder komt het voor (onder andere in Bodegraven) dat de huizen doorlopend genummerd zijn, ongeacht of ze zich links of rechts bevinden. Nummer 8 bevindt zich dan tussen 7 en 9, maar de huizen kunnen zowel links als rechts van de straat zijn. Dit systeem kan gecombineerd worden met het normale systeem.                   |
|    |    |    |    |    |    |    |    |   |    |    |    |    |  | |
| 1  | 3  | 5  | 7  | 9  | 11 | 13 |    |   |    |    |    |    |  | Soms heeft een (doodlopende) zijstraat geen eigen straatnaam maar dezelfde naam als de hoofdstraat. In die zijstraat zijn de nummers aan weerszijden even of aan weerszijden oneven. Het is een situatie die weleens tot verwarring leidt, omdat bezoekers zich niet realiseren dat ze in een zijstraat zijn.                     |
|    |    |    |    |    |    |    |    |   |    |    |    |    |  | Soms heeft een (doodlopende) zijstraat geen eigen straatnaam maar dezelfde naam als de hoofdstraat. In die zijstraat zijn de nummers aan weerszijden even of aan weerszijden oneven. Het is een situatie die weleens tot verwarring leidt, omdat bezoekers zich niet realiseren dat ze in een zijstraat zijn.                     |
| 2  | 4  | 6  |    | 18 | 20 | 22 |    |   |    |    |    |    |  | Soms heeft een (doodlopende) zijstraat geen eigen straatnaam maar dezelfde naam als de hoofdstraat. In die zijstraat zijn de nummers aan weerszijden even of aan weerszijden oneven. Het is een situatie die weleens tot verwarring leidt, omdat bezoekers zich niet realiseren dat ze in een zijstraat zijn.                     |
|    |    | 8  |    | 16 |    |    |    |   |    |    |    |    |  | Soms heeft een (doodlopende) zijstraat geen eigen straatnaam maar dezelfde naam als de hoofdstraat. In die zijstraat zijn de nummers aan weerszijden even of aan weerszijden oneven. Het is een situatie die weleens tot verwarring leidt, omdat bezoekers zich niet realiseren dat ze in een zijstraat zijn.                     |
|    |    | 10 |    | 14 |    |    |    |   |    |    |    |    |  | Soms heeft een (doodlopende) zijstraat geen eigen straatnaam maar dezelfde naam als de hoofdstraat. In die zijstraat zijn de nummers aan weerszijden even of aan weerszijden oneven. Het is een situatie die weleens tot verwarring leidt, omdat bezoekers zich niet realiseren dat ze in een zijstraat zijn.                     |
|    |    | 12 |    |    |    |    |    |   |    |    |    |    |  | Soms heeft een (doodlopende) zijstraat geen eigen straatnaam maar dezelfde naam als de hoofdstraat. In die zijstraat zijn de nummers aan weerszijden even of aan weerszijden oneven. Het is een situatie die weleens tot verwarring leidt, omdat bezoekers zich niet realiseren dat ze in een zijstraat zijn.                     |
| 1  | 2  | 3  | 4  | 5  | 6  | 7  | 8  |   |    |    |    |    |  | In enkele plaatsen, zoals het oude centrum van Arnhem, zijn de huizen langs één kant van de weg doorlopend genummerd. Bij het bereiken van het einde van de straat wordt er aan de andere kant van de straat doorgeteld tot men terug is bij het begin van de straat.                                                             |
|    |    |    |    |    |    |    |    |   |    |    |    |    |  | In enkele plaatsen, zoals het oude centrum van Arnhem, zijn de huizen langs één kant van de weg doorlopend genummerd. Bij het bereiken van het einde van de straat wordt er aan de andere kant van de straat doorgeteld tot men terug is bij het begin van de straat.                                                             |
| 16 | 15 | 14 | 13 | 12 | 11 | 10 | 9  |   |    |    |    |    |  | In enkele plaatsen, zoals het oude centrum van Arnhem, zijn de huizen langs één kant van de weg doorlopend genummerd. Bij het bereiken van het einde van de straat wordt er aan de andere kant van de straat doorgeteld tot men terug is bij het begin van de straat.                                                             |

In straten met woningen boven winkels komt het, onder meer in Amsterdam, voor dat de nummering van de winkels voor of achter loopt op de nummering van de boven gelegen woningen, met name als de toegangen van de woningen zich aan de zij- of achterkant van het pand bevinden en de winkeldeuren aan de voorkant.
Loopt men door een straat in de richting van oplopende huisnummers, dan is dat meestal van het stadscentrum naar de buitenwijk. Welke nummers links en rechts zijn, is per gemeente verschillend. In sommige gemeenten zijn de even nummers links en de oneven nummers rechts, in andere is het andersom. Binnen eenzelfde gemeente is het meestal wel consequent.
In kantoren en hotels kan men vaak aan het begincijfer zien op welke verdieping een kamer is. Bij huisnummers in een flatgebouw is er bij de ene flat wel en bij de andere geen relatie tussen huisnummer en verdieping.

## Toevoegingen

### Binnen een enkel perceel
Indien op een perceel meerdere woningen staan, wat vooral bij huizen met meer verdiepingen het geval is, kan elk adres een volwaardig huisnummer (gewoon een getal) hebben. Het komt ook voor dat de adressen onderscheiden worden door middel van een toevoeging achter het nummer, meestal opvolgende letters. Als een bepaald getal met toevoeging als nummeraanduiding (zie boven) wordt gebruikt, dan is het getal zelf vaak de nummeraanduiding van een andere woning, maar soms de verzamelnaam van alle woningen of kamers met een nummeraanduiding die met het getal begint, bijvoorbeeld een flatgebouw.
Een appartementsgebouw, studentenflat, bejaardenwoning of iets dergelijks heeft vaak één enkel huisnummer. Daarachter komt als toevoeging het appartementsnummer of busnummer, dat ofwel opvolgend genummerd is waarbij de ligging in het gebouw niet zichtbaar is, ofwel uit cijfers bestaat waaraan de verdieping afgelezen kan worden.
Bijvoorbeeld Witbreuksweg 307-309. Dat is dan gebouw 307, verdieping 3, kamer 9. Het eigenlijke huisnummer is 307, dus oneven.
In België krijgen appartementsgebouwen meestal een viercijferig busnummer waaruit kan afgelezen worden waar in het gebouw het appartement zich bevindt. De eerste twee cijfers staan dan voor de verdieping en de laatste twee cijfers voor het appartement op de respectievelijke verdieping. Bijvoorbeeld 16/0203 wat staat voor het derde appartement op de tweede verdieping in een gebouw met als huisnummer 16. In dit nummersysteem wordt de schuine streep in daadwerkelijk gebruik meestal vervangen door het woord 'bus' en worden de voorloopnullen vaak weggelaten, dus 16/0001 (eerste appartement op het gelijkvloers) kan dan aangeduid worden als 16 bus 1, 16/0101 (eerste appartement op de eerste verdieping) als 16 bus 101.
In Maastricht combineert men letters met cijfers. Dit gebeurt met name bij studentenhuizen in blokvorm. Zo kan het voorkomen dat men op 146A02 woont. Dit is dan huisnummer 146, begane grond (A), kamer 2. In Leiden wordt dit ook weleens toegepast bij flatwoningen: Kagerstraat 5-F 4 is bijvoorbeeld de vierde flatwoning op de vijfde verdieping van het flatgebouw Kagerstraat 5.
In Amsterdam wordt een benedenwoning met 'huis' aangeduid (afgekort 'hs') en hebben de bovenwoningen opvolgende Romeinse cijfers, uitgesproken als een-hoog, twee-hoog enz. De toevoeging 'sous' wordt gebruikt voor het souterrain. Sinds 1995 is dit systeem afgeschaft en vervangen door 'h', '1', '2' etc., maar in de praktijk wordt het nog steeds vaak zo gebruikt.
Bij sommige portiekflats is er op de begane grond ruimte voor bergingen. Dan wordt de woning op de 1e etage als 'hs' aangeduid, de woningen op de 2e etage als 'I' enz. Dit geeft soms verwarring.
In de stad Utrecht heeft de eerste bovenwoning vaak het toevoegsel bis, een tweede bovenwoning krijgt de aanduiding 'bis A'. Incidenteel kan bijvoorbeeld '113B Bis A' voorkomen. In onder andere Haarlem worden voor de beneden- en bovenwoning respectievelijk de aanduidingen 'zwart' en 'rood' gebruikt, vaak afgekort als 'ZW' en 'RD'.

### Naderhand toegevoegde adressen
Vrijwel overal komen adressen met een letter als toevoeging voor, zoals 12A of 73K. Deze nummering wordt meestal gekozen en toegepast bij de bouw van woningen tussen bestaande bouw, waardoor er nummers te kort zijn en er wordt overgegaan op letter-toevoegingen. De letters I en O worden daarbij vaak overgeslagen vanwege hun gelijkenis met de cijfers 1 en 0. Een andere mogelijkheid is dat de straat ter plekke voor een gedeelte een andere naam krijgt.

## Samengevoegde woningen
Als verschillende, kleinere woningen samen worden gevoegd, dan krijgt het 'nieuwe' huis soms de beide 'oude' nummers. Bijvoorbeeld Koningsstraat 8-10 (uitgesproken als 8 tot 10 of 8 en 10).

## Afwijkende adresseringen

### Genummerde straten
In Lelystad dragen veel straten de naam van de wijk, met een volgnummer. Is het adres Gondel 26-95, ook geschreven als Gondel 2695, dan is dat: wijk Gondel, straat 26, huis 95 of straat Gondel 26, huis 95. Het officiële huisnummer is dus 95, en niet zoals mogelijk gedacht zou kunnen worden 26-95 of 2695. Ook in de Nijmeegse stadsdelen Dukenburg en Lindenholt en in bepaalde gedeelten van de aangrenzende plaats Wijchen wordt een afwijkende adressering toegepast. Net als in Lelystad zijn in deze stadsdelen de straten genummerd, alleen maakt het straatnummer ook deel uit van het huisnummer. Zo betekent het adres Malvert 3341 in Dukenburg een adres in de wijk Malvert, in de 33e straat, met het huisnummer 3341, waarin de eerste twee cijfers staan voor het straatnummer.
In feite is het verschil tussen de systemen van Lelystad en Wijchen en Nijmegen slechts een administratieve truc. Alle drie de gemeenten besloten eind jaren 70 om voor enkele wijken niet de gebruikelijke indeling in drie niveaus (woonplaats, straatnaam, huisnummer), maar een in vier niveaus (woonplaats, wijk, straatnummer, huisnummer) te gebruiken. De database waarin deze gegevens vastgelegd moeten worden (sinds 2009 de BAG) ondersteunt slechts één indeling in drie niveaus, waarbij het middelste de openbare ruimte wordt genoemd, waarvan niet vastgelegd is of dit een straat of een wijk is. Om dit probleem op te lossen heeft Lelystad in de database de naam van de wijk aan het straatnummer toegevoegd, waardoor de wijk administratief niet bestaat. Nijmegen en Wijchen besloten het nummer van de straat aan het huisnummer toe te voegen, waardoor de straat administratief niet bestaat. Mensen hanteren in praktijk de indeling in vier niveaus, maar veel geautomatiseerde systemen zijn daar niet op berekend.

### 's-Hertogenbosch
Ook in 's-Hertogenbosch heten sommige straten naar de wijk, met een nummer, maar de notatie is anders. Men ziet in de wijk Herven straatnamen als Tweede Herven en Vierde Herven.

### Hoofddorp
In de wijk Graan voor Visch in Hoofddorp bestaan geen straten en hebben de adressen allemaal de naam Graan voor Visch met huisnummers die lopen van 13000 tot 19999. Ze zijn gegroepeerd en bewegwijzerd per duizend- en honderdtal.

### Pekela
In de gemeente Pekela zijn huisnummers langs het kanaal (Pekelderdiep) voorzien van een letter vóór het nummer. Zo zijn alle huizen langs het kanaal verdeeld in blokken (A tot en met J). Deze blokken waren afgescheiden met bruggen, waardoor een postbode gemakkelijk een ronde kon maken met één letter. Bijkomend voordeel is dat huisnummers hierdoor uniek zijn. Adressen in de gemeente Pekela worden als volgt aangeduid: straatnaam, letter, huisnummer, eventuele toevoeging. Bijvoorbeeld Albatrosstraat B 106-A. In dezelfde straat kunnen meerdere letters zijn. 
In databases wordt tegenwoordig de letter bij de straatnaam opgeslagen ('Albatrosstraat B'), aangezien een huisnummer vaak alleen numeriek mag worden opgeslagen.

## Hoge huisnummers
Door de gehanteerde systematiek lopen de huisnummers in de wijk Graan voor Visch in Hoofddorp door tot ten minste 19924 (in principe tot 19999), en in Lelystad op de Oostvaardersdijk tot ten minste 99144 (woonboot).

## Woonboten
Adressen van woonboten kunnen op verschillende manieren worden weergegeven:
met hoge nummersbijvoorbeeld: Steenkade 1011 betekent de 11e woonboot
Dit systeem wordt het meest toegepast.
met t/o (tegenover)bijvoorbeeld: Steenkade t/o 56 (dat wil zeggen de woonboot tegenover huisnummer 56)
met a/b (aan boord)bijvoorbeeld: Steenkade a/b Twee Gezusters
Adressering met de naam van de boot wordt niet vaak meer toegepast.